# Efrem
Efrem  è un nome proprio di persona italiano maschile.

## Varianti
- Maschili: Effrem[2], Efren[2][4], Efraim[2][4], Efrain[2][4], Efraimo[1][2], Efro[2][4]

### Varianti in altre lingue
- Catalano: Efraïm[5], Efrem[5]
- Ebraico: אפרים ('Efrayim, Ephraim, Efraim)[6]
- Francese: Éphraïm
- Greco biblico: Ἐφραίμ (Ephraim)[6][7]
- Inglese: Ephraim[6][8]
- Latino: Ephraim[1][6], Ephrem[1]
- Olandese: Efraïm
- Polacco: Efrem
- Portoghese: Efraim
- Russo: Ефрем (Efrem)[6]
- Serbo: Јеврем (Jevrem)[6]
- Spagnolo: Efraím, Efraín[5][6], Efrén[5]
- Ucraino: Охрім (Ochrim), Єфрем (Jefrem), Ефраїм (Efraïm)
- Yiddish: ֶבְֿרוֹן (Evron)[6]

## Origine e diffusione

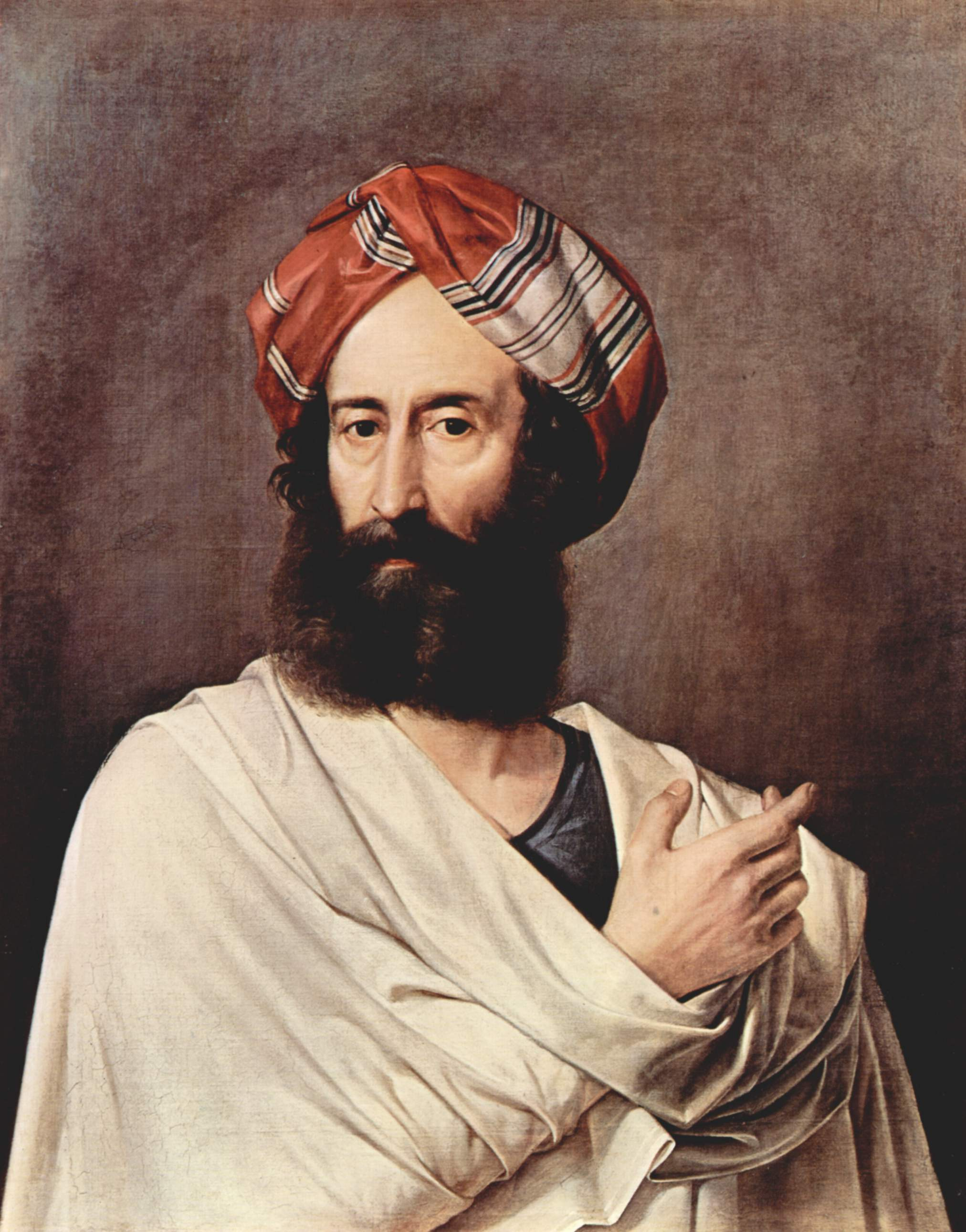
Efraim, di Francesco Hayez

Continua il nome ebraico אפרים ('Efrayim), generalmente ricondotto a farah ("fruttificare"), e ha quindi il significato augurale di "fruttifero", "che cresce", "accrescimento"; ha pertanto significato analogo a quello dei nomi Policarpo, Carpoforo, Eustachio e Fruttuoso. In alcuni casi, il nome veniva "tradotto" in latino usando il nome Crescenzo. Alcune interpretazioni minoritarie lo ricollegano invece a termini ebraici aper ("copertura", "benda") o eper ("ceneri").
Nella Bibbia Efraim era uno dei figli di Giuseppe, fondatore dell'omonima tribù; questo personaggio ha permesso la diffusione del nome nelle comunità israelitiche, mentre in quelle cristiane è giunto grazie al culto di alcuni santi così chiamati, in particolare sant'Efrem il Siro, considerato uno dei Dottori della Chiesa. In Italia il nome è attestato soprattutto al Nord, specialmente in Emilia-Romagna e, secondariamente, nel Veneto.

## Onomastico
L'onomastico si può festeggiare in memoria di più santi, alle date seguenti:
- 4 o 7 marzo, sant'Efrem, vescovo e martire con altri compagni nel Chersoneso Taurico[3][9][10]
- 12 maggio, sant'Efrem, tredicesimo vescovo di Gerusalemme[9][10]
- 9 giugno in memoria di sant'Efrem il Siro, Dottore della Chiesa[5][9][10]

## Persone

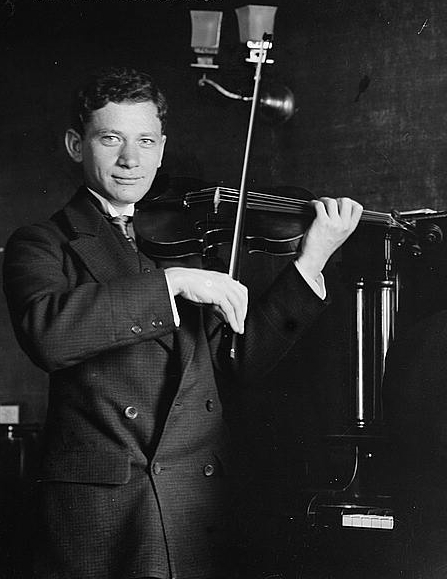
Efrem Zimbalist

- Efrem il Siro, teologo e santo siriano
- Efrem Casagrande, pianista, compositore e direttore di coro italiano
- Efrem Forni, cardinale italiano
- Efrem Kurtz, direttore d'orchestra russo
- Efrem Milanese, calciatore italiano
- Efrem Zimbalist, violinista, compositore e direttore d'orchestra russo naturalizzato statunitense
- Efrem Zimbalist Jr., attore statunitense

### Variante Efraim
- Efraim Karsh, storico israeliano

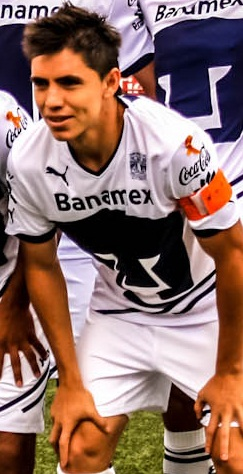
Efraín Velarde

- Efraim Medina Reyes, scrittore colombiano

### Variante Efraín
- Efraín Amézcua, calciatore messicano
- Efraín Juárez, calciatore messicano
- Efraín Ríos Montt, politico e militare guatemalteco
- Efraín Sánchez, calciatore e allenatore di calcio colombiano
- Efraín Velarde, calciatore messicano

### Variante Ephraim
- Ephraim Chambers, scrittore britannico
- Ephraim Ellis, attore canadese
- Ephraim Katzir, politico israeliano
- Ephraim Kishon, scrittore, umorista e regista israeliano
- Ephraim Longworth, calciatore e allenatore di calcio britannico
- Ephraim George Squier, archeologo ed editore statunitense

## Il nome nelle arti
- Efrem è il protagonista del romanzo Efrem soldato di ventura di Mino Milani.
- Efraim è un personaggio del romanzo Fabiola o la Chiesa delle catacombe di Nicholas Wiseman.
- Enfrain Calzelunghe, personaggio della serie di romanzi Pippi Calzelunghe.
- Ephraim, personaggio del romanzo Il re degli ontani di Michel Tournier.
- Ephram Brown, protagonista della serie televisiva statunitense Everwood.
- Ephraim Atticus Aldridge, personaggio ricorrente nella serie televisiva inglese Downton Abbey.
- Ephraim, uno dei due protagonisti del videogioco Fire Emblem: The Sacred Stones.